# Rudgea poeppigii
Rudgea poeppigii är en måreväxtart som beskrevs av Karl Moritz Schumann och Paul Carpenter Standley. Rudgea poeppigii ingår i släktet Rudgea och familjen måreväxter. Inga underarter finns listade i Catalogue of Life.